# Exploitant agricole
Ne pas confondre avec Administrateur du transport de personnes aussi appelé Chef d'exploitation.
 (janvier 2024).
La mise en forme du texte ne suit pas les recommandations de Wikipédia : il faut le « wikifier ».
Les points d'amélioration suivants sont les cas les plus fréquents. Le détail des points à revoir est peut-être précisé sur la page de discussion.
- Les titres sont pré-formatés par le logiciel. Ils ne sont ni en capitales, ni en gras.
- Le texte ne doit pas être écrit en capitales (les noms de famille non plus), ni en gras, ni en italique, ni en « petit »…
- Le gras n'est utilisé que pour surligner le titre de l'article dans l'introduction, une seule fois.
- L'italique est rarement utilisé : mots en langue étrangère, titres d'œuvres, noms de bateaux, etc.
- Les citations ne sont pas en italique mais en corps de texte normal. Elles sont entourées par des guillemets français : « et ».
- Les listes à puces sont à éviter, des paragraphes rédigés étant largement préférés. Les tableaux sont à réserver à la présentation de données structurées (résultats, etc.).
- Les appels de note de bas de page (petits chiffres en exposant, introduits par l'outil «  Source ») sont à placer entre la fin de phrase et le point final[comme ça].
- Les liens internes (vers d'autres articles de Wikipédia) sont à choisir avec parcimonie. Créez des liens vers des articles approfondissant le sujet. Les termes génériques sans rapport avec le sujet sont à éviter, ainsi que les répétitions de liens vers un même terme.
- Les liens externes sont à placer uniquement dans une section « Liens externes », à la fin de l'article. Ces liens sont à choisir avec parcimonie suivant les règles définies. Si un lien sert de source à l'article, son insertion dans le texte est à faire par les notes de bas de page.
- La présentation des références doit suivre les conventions bibliographiques. Il est recommandé d'utiliser les modèles {{Ouvrage}}, {{Chapitre}}, {{Article}}, {{Lien web}} et/ou {{Bibliographie}}. Le mode d'édition visuel peut mettre en forme automatiquement les références.
- Insérer une infobox (cadre d'informations à droite) n'est pas obligatoire pour parachever la mise en page.

Pour une aide détaillée, merci de consulter Aide:Wikification.
Si vous pensez que ces points ont été résolus, vous pouvez retirer ce bandeau et améliorer la mise en forme d'un autre article.
Un exploitant agricole est une personne ayant la responsabilité de prendre les décisions de gestion d'une exploitation agricole.
Il peut s'agir du propriétaire ou du locataire de l'exploitation, ou encore d'un gérant engagé, y compris les personnes qui ont la responsabilité de prendre des décisions de gestion touchant certains aspects de l'exploitation — les semis, la récolte, l'élevage, la commercialisation et la vente, et l'achat de biens immobilisés et d'autres questions financières.
La profession d'exploitant agricole ne comprend pas les experts-comptables, les avocats et notaires, les vétérinaires, les conseillers en matière de cultures ou d'herbicides, etc., qui font des recommandations quant à l'exploitation agricole, mais qui, finalement, ne sont pas responsables de la prise de décisions de gestion.
Par ailleurs, les exploitants agricoles, et de façon plus générale les agriculteurs, bénéficient des services d'organismes de protection sociale et de réseaux bancaires spécifiques.

## Diplômes requis

### France
Quelques formations permettent de se former à la gestion d'une exploitation agricole :
Niveau Bac
- Baccalauréat sciences et technologies de l'agronomie et du vivant (STAV)
- Baccalauréat professionnel conduite et gestion de l'exploitation agricole (CGEA)

Niveau Bac + 2
- Brevet de technicien supérieur agricole (BTSA) Analyse, conduite et stragégie de l'entreprise (ACS'Agri)
- Brevet de technicien supérieur agricole (BTSA) Métiers de l'élevage (MED)
- Brevet de technicien supérieur agricole (BTSA) Agronomie et Cultures Durables (ACD)

Niveau Bac + 5
- Diplôme d'ingénieur (en agriculture, agronomie)

Une capacité professionnelle agricole (CPA) est néanmoins nécessaire pour pouvoir obtenir des subventions publiques.

### Canada
Quelques formations permettent de gérer et d'exploiter une ferme (exploitation agricole): 
- Diplôme d'études collégiales (DÉC) en Gestion et exploitation d'une entreprise agricole ou en Gestion et technologies d'entreprise agricole[3] (3 ans d'études postsecondaires techniques)
- Baccalauréat en agronomie[4] ou en agroéconomie[5] (4 ans d'études universitaires de premier cycle)
  - L'agronome doit également être membre de l'Ordre des agronomes du Québec (OAQ) afin de pouvoir utiliser ce titre réservé[6].

Il existe également des diplômes d'études professionnelles (DÉP) du domaine agricole qui, bien qu'ils visent principalement à former des ouvriers agricoles, peuvent également permettre de se familiariser avec l'exploitation d'une exploitation agricole.
Dans tous les cas, l'exploitant agricole doit devenir membre de l'Union des Producteurs agricoles du Québec (UPA) pour être reconnu comme tel.

## Sources
Glossaire canadien. Recensement de l'agriculture 2006.